# Religion au Bénin

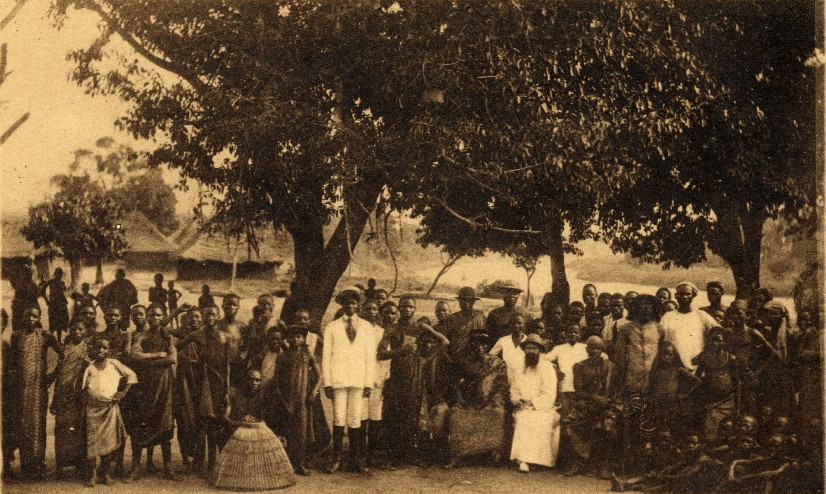
Missionnaire catholique posant avec les hommes de Zagnanado vers 1900-1930.

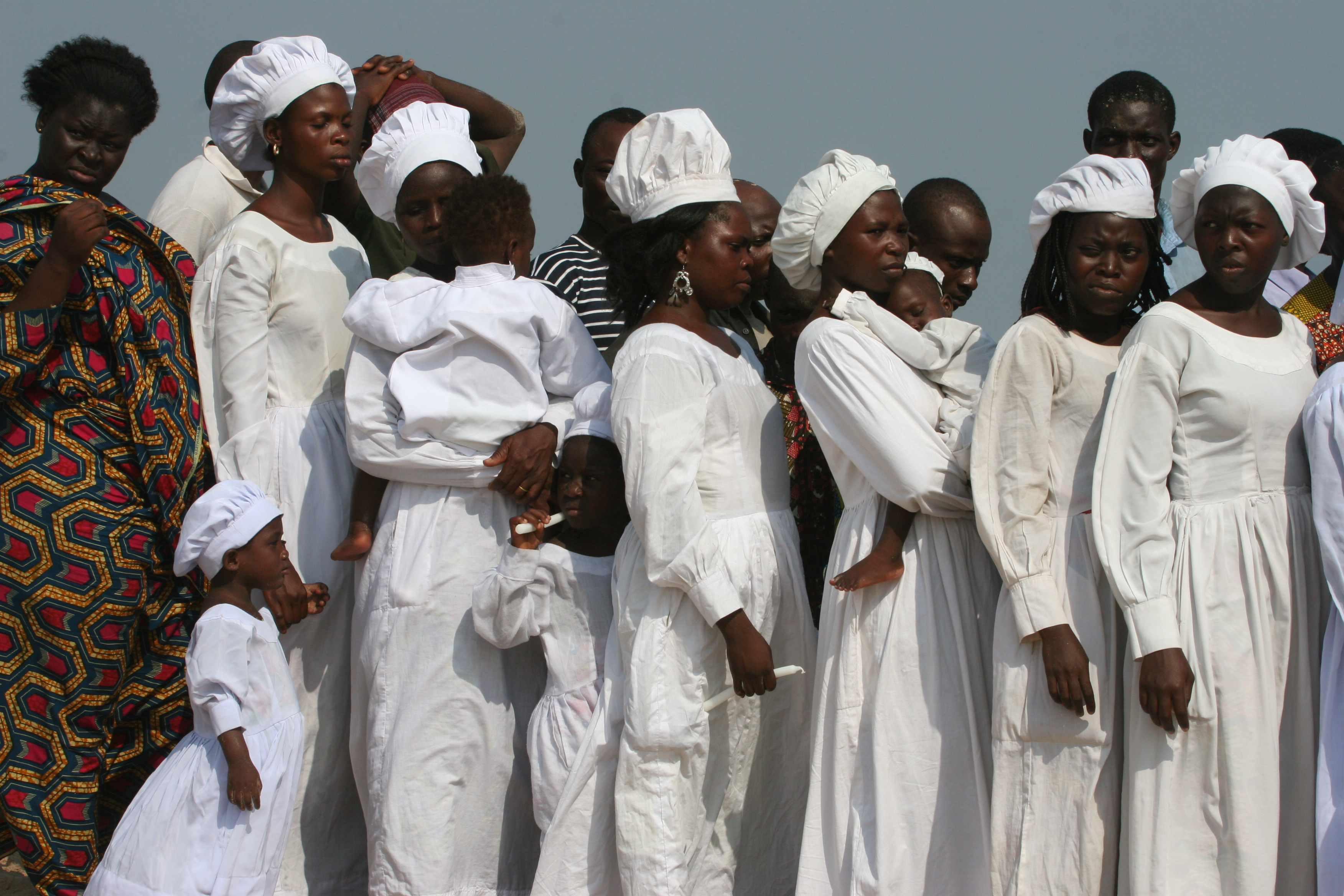
Fidèles de l'Église du christianisme céleste lors d'une cérémonie de baptême

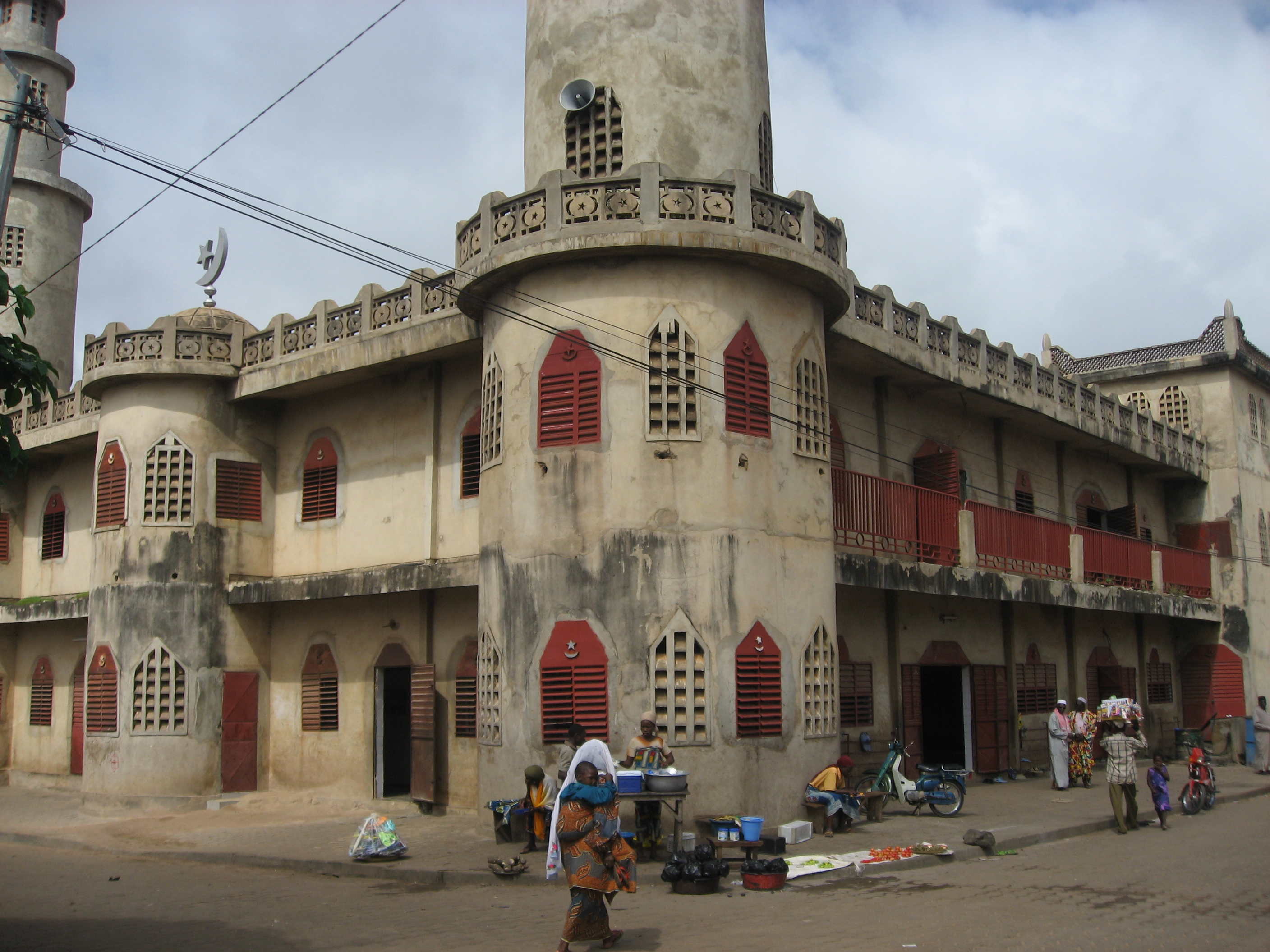
Mosquée de Parakou

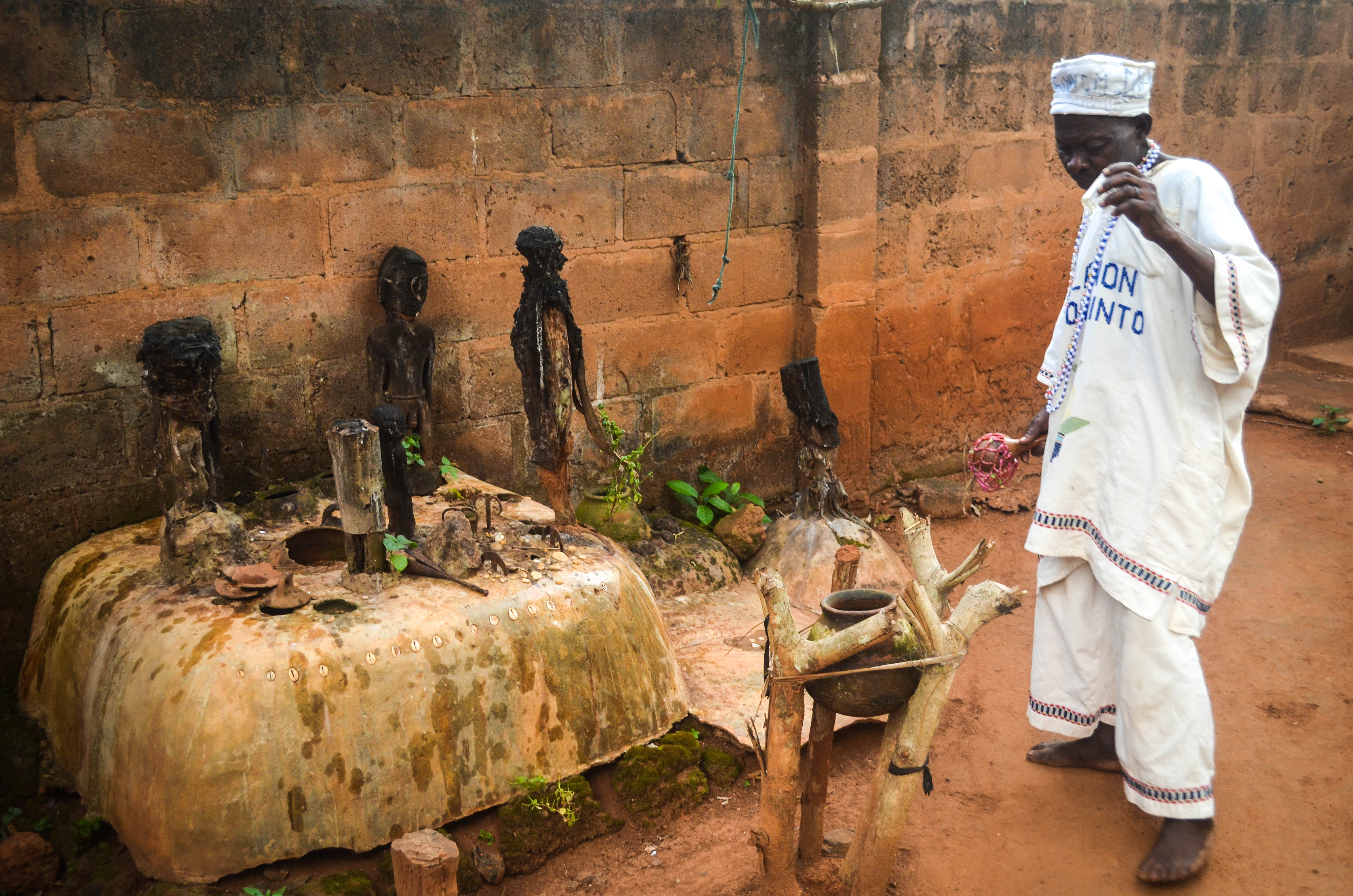
Vodoun d'Abomey

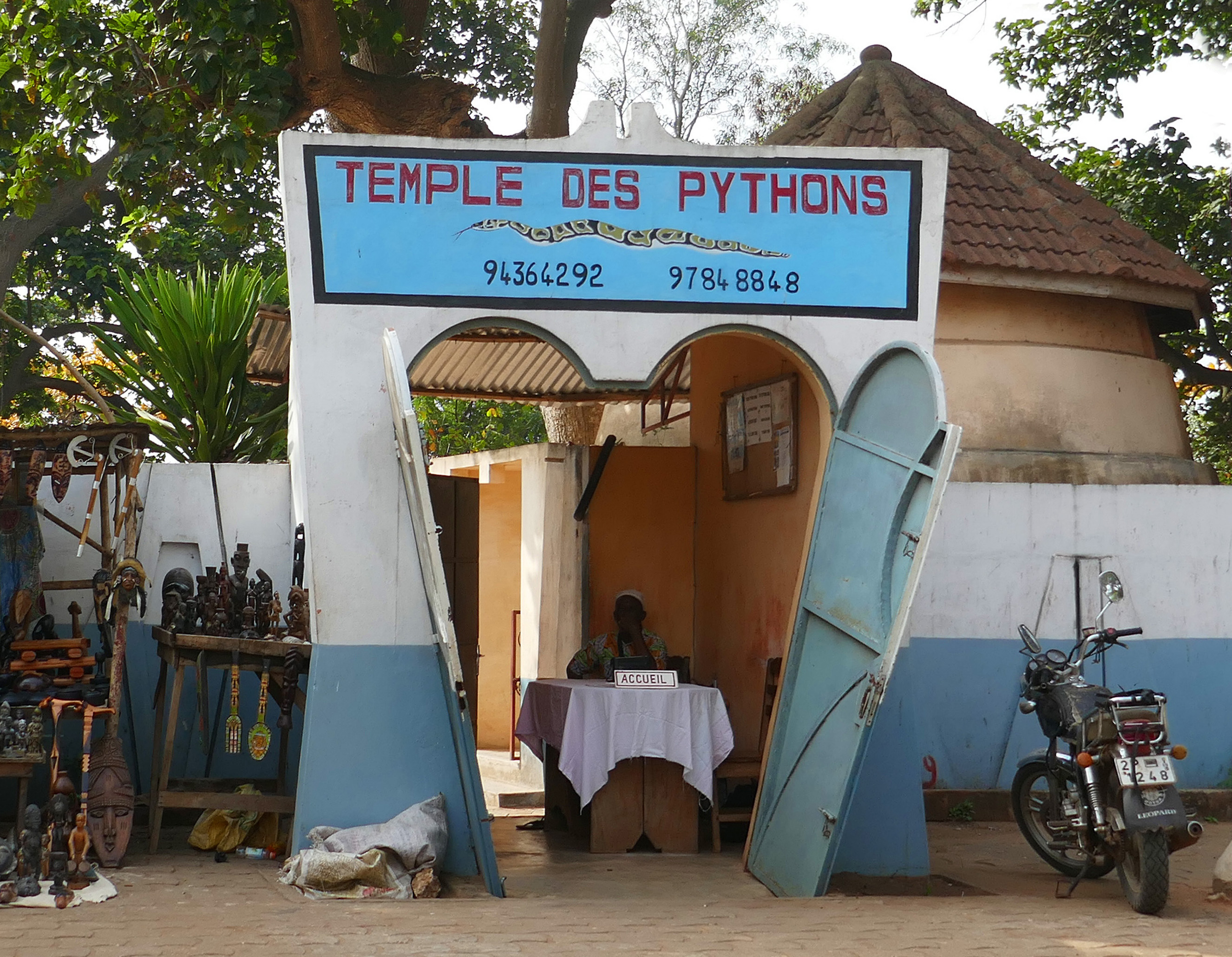
Temple des pythons, Ouidah.

Cet article traite de différents aspects de la religion au Bénin. Le Bénin est un pays membre de l'Organisation de la coopération islamique.

## Part des religions au Bénin
| Religion                       | Part (2002) | Part (2013) |
| ------------------------------ | ----------- | ----------- |
| Christianisme                  | 42,8 %      | 48,5 %      |
| Catholicisme                   | 27,1 %      | 25,5 %      |
| Christianisme céleste          | 5,0 %       | 6,7 %       |
| Protestant méthodiste          | 3,2 %       | 3,4 %       |
| Autres protestants / chrétiens | 7,5 %       | 12,9 %      |
| Islam                          | 24,4 %      | 27,7 %      |
| Vaudou                         | 17,3 %      | 11,6 %      |
| Aucune religion                | 6,5 %       | 5,8 %       |
| Autres                         | 9,0 %       | 6,4 %       |

L'animisme concerne environ 29% de la population, dont 17% pour une forme de vaudou. La religion est liée à l'homme[réf. nécessaire]. La culture et la tradition béninoise pointe la cour de justice spirituel Vaudou  pour éviter les conflits spirituels. Il y a aussi la justice qui tranche les affaires de sorcellerie. Ainsi les chefs religieux se regroupent en association par l'appui du gouvernement pour échanger et soutenir leurs activités.
En 2023, 34% des Béninois sont catholiques, la part des autres religions est en déclin.

## Christianisme
- Christianisme (42,8 %)
  - Catholicisme au Bénin (27,1 %), Articles sur le catholicisme au Bénin Liste des diocèses catholiques du Bénin, Liste des cathédrales du Bénin
  - Protestantisme (10,4 %), dont Méthodisme (Église protestante méthodiste au Bénin (en) (3,2 %), Baptisme (Union des Églises Baptistes du Bénin), Luthéranisme, Anglicanisme, Presbytérianisme, Pentecôtisme (Assemblées de Dieu), Adventisme, Église adventiste du septième jour, Mennonisme, Église néo-apostolique, Quakers (Société religieuse des Amis).
  - Église de Jésus-Christ des saints des derniers jours au Bénin (en)
  - Témoins de Jéhovah
  - Rosicrucianisme
  - Église du christianisme céleste (5 %) (Samuel B. J. Oshoffa, (1909-1985), mouvement yoruba Aladura)

## Islam
- Islam au Bénin (24,4 %), Hamallayya (en) (Hammalisme), AhmadismeMosquée à Ouidah

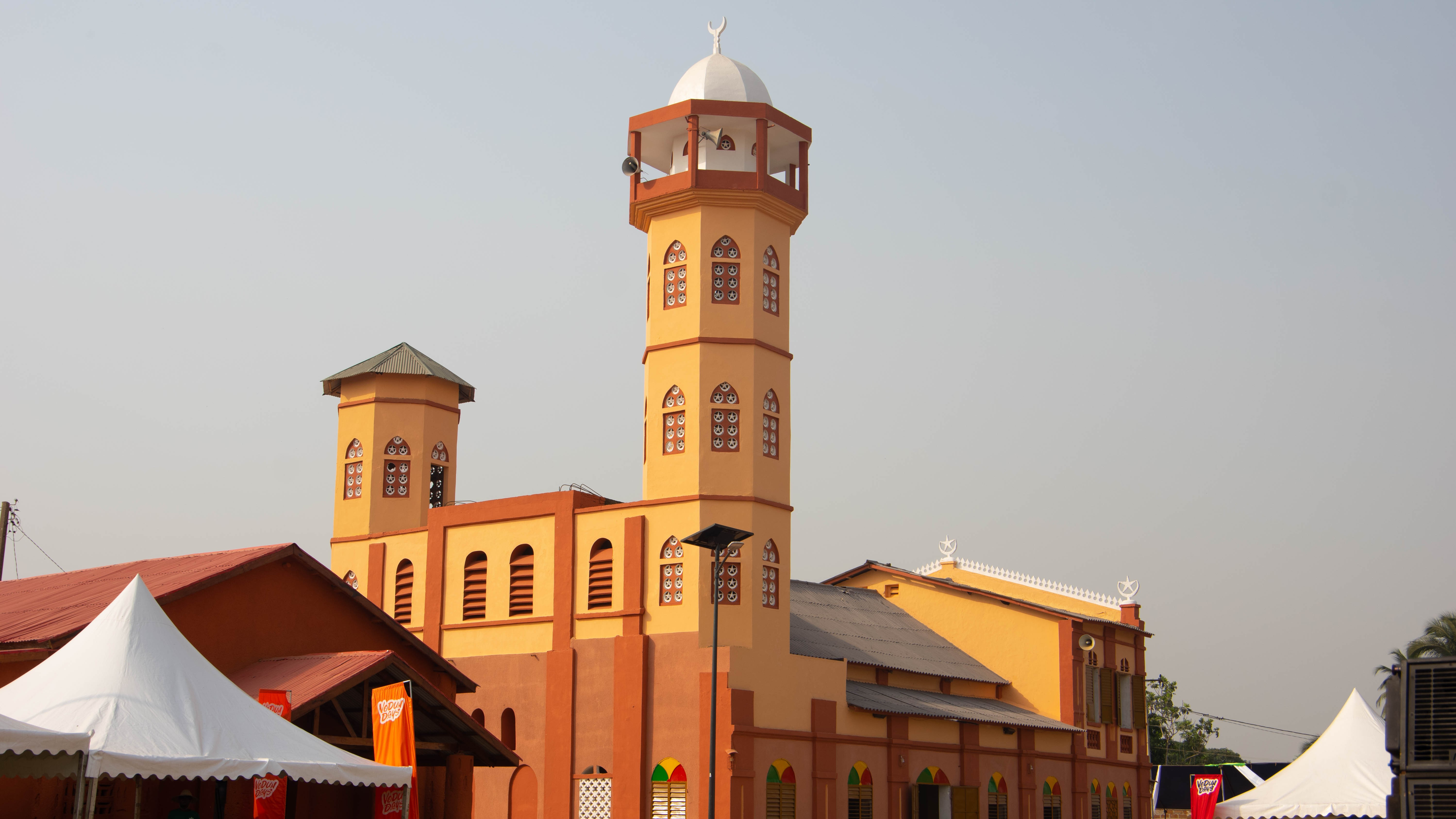
Mosquée à Ouidah

## Religions traditionnelles africaines
- Religions traditionnelles africaines, Animisme, Fétichisme, Esprit tutélaire, Mythologies africaines
  - Vaudou, Fête nationale du vaudou (10 janvier)
  - Animisme (17,3 %) ou davantage, dont Poro (rituel), Tongnaab, Sandobele (en), Féticheurs, Syncrétisme,
  - Religion dahoméenne (peuple Fon), Nana Buluku...
  - Religion So, Xevioso...
  - Religion yoruba, Orisha, Liste de divinités yoruba (en), Ogun, Mawu, Olodumare, Mami Wata, Aziza, Lisa, Sakpata
  - Religion des Ga (de)
  - Mouvement rastafari, Bobo Shanti (1958-), Vaudou (17 %), Fête du Vodoun
  - Servitude rituelle (en), Trokosi...

## Autres spiritualités
- quelques foyers de bouddhisme, bahaïsme, sikhisme, jaïnisme, hindouisme
- Eckankar
- Église de l'Unification (Sun Myung Moon, moonisme)
- Autres positionnements : 
  - Irréligion (6,5 %)
  - Liberté de culte au Bénin

### Filmographie
- Yatin